# Convolvulus chondrilloides
Convolvulus chondrilloides är en vindeväxtart som beskrevs av Pierre Edmond Boissier. Convolvulus chondrilloides ingår i släktet vindor, och familjen vindeväxter. Inga underarter finns listade i Catalogue of Life.